# Algajola
Algajola (en idioma corso Algaghjola) es una comuna  y población de Francia, en la región de Córcega, departamento de Alta Córcega.
Su población en el censo de 1999 era de 216 habitantes.
Población costera situada junto a la carretera N197, dispone de estación de ferrocarril en la línea de Calvi.

## Demografía
| 129 | 129 | 178 | 228 | 211 | 216 |
| Para los censos de 1962 a 1999 la población legal corresponde a la población sin duplicidades (Fuente: INSEE [Consultar]) |     |     |     |     |     |